# Keep Smiling
| Оценки критиков | Оценки критиков |
| Источник        | Оценка          |
| --------------- | --------------- |
| Allmusic        | [ 1 ]           |

Keep Smiling — второй студийный альбом датской поп-группы Laid Back, выпущенный в 1983 году.
Пластинка заняла 87 место в чарте The Billboard 200.
Отдельно выпущенный из этого альбома сингл «White Horse» в том же чарте сумел достичь 26 места и 15 места в канадском чарте CHUM Chart.

## Список композиций
Музыка и слова: Тим Шталь и Джон Гулдберг.
1. «Elevator Boy» — 4:55
2. «Slowmotion Girl» — 5:51
3. «White Horse» — 4:42
4. «So Wie So» — 4:31
5. «High Society Girl» — 3:36
6. «Don’t Be Mean» — 3:21
7. «Sunshine Reggae» — 4:16
8. «Fly Away (Walking in the Sunshine)» — 8:28[5]

## Трек-листLP-издания
Сторона 1
1. «White Horse» — 5:42
2. «Elevator Boy» — 4:55
3. «Slowmotion Girl» — 5:51
4. «So Wie So» — 4:32

Сторона 2
1. «Sunshine Reggae» — 4:15
2. «High Society Girl» — 3:41
3. «Don’t Be Mean» — 3:22
4. «Fly Away/Walking in the Sunshine» — 8:35

## Над альбомом работали
- Голоса, звуки и инструменты: Тим Шталь и Джон Гулдберг
- Фрэнк Марстокк — ударные («Elevator Boy», «So Wie So», «High Society Girl» и «Sunshine Reggae»)
- Джеппи Репурт — ударные («High Society Girl»)
- Джорген Томпсен — бэк-вокал («Slowmotion Girl», «Don’t Be Mean»)
- Питер Хансен — бас-гитара («Sunshine Reggae»)
- Романо Мозкович — вибрафон

Дополнительные инструменты были одолжены у Drumstick, Fangel Music, Musikplaneten и Super Sound.
- Звукорежиссёр: Гис Ингвардсен (за исключением трека «Elevator Boy», ремикшированного в Puk Studio, Раннерс; звукорежиссёр Джон «Пак» Квист).
- Продюсеры: Laid Back и The 7 Dwarfs.
- Менеджмент: Wennick Bros.
- Специальное спасибо: Easy Sound & Werner Studio и The Medley Team.

Все песни были записаны в Laid Back Studio, Копенгаген, Дания;
Оформление обложки: Varab-Stegelmann Studio. Фотографии: Фрэнкос Грэхэм и Дик Нейл. Художественное оформление: Инго Милтон, Palm by Clive Homes.